# Жюльен, Адольф (музыковед)
Жан-Люсьен-Адольф Жюлье́н (фр. Jean Lucien Adolphe Jullien; 1 июня 1845 — 30 августа 1932) — французский музыковед
 и театровед.

## Биография
Жан-Люсьен-Адольф Жюлье́н родился 1 июня 1845 года. 
Публиковался как музыкальный критик с 1869 г., выступал в различных парижских газетах. Из композиторов новейшего времени интересовался, прежде всего, Вагнером и Берлиозом, которым посвятил основательные труды: «Рихард Вагнер, его жизнь и сочинения» (фр. Richard Wagner, sa vie et ses oeuvres; 1886) и «Гектор Берлиоз, его жизнь и борьба, его сочинения» (фр. Hector Berlioz, la vie et la combat, les oeuvres; 1888); выпустил также двухтомник «Музыканты наших дней» (фр. Musiciens d'aujourd'hui; 1891 и 1894). Большее значение имели труды Жюльена по истории музыки и театра, из которых меньшая часть была посвящена началу XIX века, — в частности, книги «Гёте и музыка» (фр. Goethe et la musique; 1880) и «Вебер в Париже» (фр. Weber à Paris; 1877), — бо́льшая же часть связана с веком XVIII-м:
- «Музыка и философия в XVIII веке» (фр. La musique et la philosophie du XVIII-e siècle; 1873);
- «Комедия при дворе Людовика XVI» (фр. La comédie à la cour de Louis XVI; 1873);
- «Двор и опера при Людовике XVI» (фр. La cour et l'opéra sous Louis XVI; 1878);
- «Мария Антуанетта — и Саккини, Сальери, Фавар и Глюк» (фр. Marie Antoinette et Sacchini, Salieri, Favart et Gluck; 1878);

и др.
Особое значение имела написанная Жюльеном «История театрального костюма» (фр. Histoire du costume au théâtre; 1880).